# 3663 Tisserand
3663 Tisserand eller 1985 GK1 är en asteroid i huvudbältet som upptäcktes den 15 april 1985 av den amerikanske astronomen Edward L.G. Bowell vid Anderson Mesa Station. Den är uppkallad efter den franske astronomen Félix Tisserand.
Asteroiden har en diameter på ungefär 12 kilometer och den tillhör asteroidgruppen Themis.